# Новоберёзово (Владимирская область)
Новоберёзово — деревня в Ковровском районе Владимирской области России, входит в состав Ивановского сельского поселения.

## География
Деревня расположена в 23 км на юг от центра поселения села Иваново и в 46 км на юг от райцентра города Ковров.

## История
В конце XIX — начале XX века деревня называлась Сидорова Саранча и входила в состав Больше-Григоровской волости Судогодского уезда, с 1926 года — в составе Вязниковского уезда. В 1859 году в деревне числилось 40 дворов, в 1905 году — 66 дворов, в 1926 году — 73 двора.
С 1929 года деревня входила в состав Уваровского сельсовета Вязниковского района, с 1935 года — в составе Ключиковского сельсовета Никологорского района, с 1963 года — в составе Ковровского района, с 1972 года — в составе Шевинского сельсовета, с 2005 года — в составе Ивановского сельского поселения.
В 1966 году деревня Сидорова Саранча была переименована в деревню Новоберёзово.

## Население
| 1859 | 1905 | 1926 | 2002 | 2010 | 2021 |
| ---- | ---- | ---- | ---- | ---- | ---- |
| 315  | ↘283 | ↗389 | ↘33  | ↘10  | ↗12  |